# مصطفى ناظم
مصطفى ناظم الشيباني (23 سبتمبر 1993-)، لاعب كرة قدم عراقي يلعب لنادي الزوراء في مركز الدفاع ويلعب أيضًا مع المنتخب العراقي.
لعب كرة القدم الجامعية في الديوانية وعمره 16 عامًا. وفي نفس العام 2010 ساعد في تحقيق جامعته لقب بطولة الجامعات الجنوبية لأول مرة بفوز 2-0 ضد جامعة الكوفة.

## إحصائيات

### الاهداف الدولية مع المنتخب
| #  | التاريخ              | المكان                  | الخصم | عدد الاهدف | النتيجة | المناسبة      |
| -- | -------------------- | ----------------------- | ----- | ---------- | ------- | ------------- |
| 1. | 12 كانون الثاني 2023 | ملعب جذع النخلة، البصرة | اليمن | 1–0        | 5–0     | كأس الخليج 25 |

## الجوائز والإنجازات

### الجماعية
العراق
- كأس الخليج العربي (1): 2023

## روابط خارجية
- مصطفى ناظم على موقع الاتحاد الدولي (مؤرشف)  (الإنجليزية)
- مصطفى ناظم على موقع إي إس بي إن إف سي (الإنجليزية)
- مصطفى ناظم على موقع قاعدة بيانات كرة القدم.إي يو (الإنجليزية)
- مصطفى ناظم على موقع ناشيونال فوتبول تيمز (الإنجليزية)
- مصطفى ناظم على موقع Soccerway.com (الإنجليزية)
- مصطفى ناظم على موقع عالم كرة القدم.نت (الإنجليزية)
- مصطفى ناظم على موقع كووورة
- مصطفى ناظم على موقع أوليمبيديا (الإنجليزية)